# Feretia
Genre
Feretia est un genre de plantes à fleurs de la famille des Rubiacées, originaire d'Afrique intertropicale et australe.

## Liste des espèces
Selon World Checklist of Selected Plant Families (WCSP) (28 mai 2022) :

### Noms corrects
- Feretia aeruginescens Stapf, 1906
- Feretia apodanthera Delile, 1843
  - Feretia apodanthera subsp. apodanthera Delile, 1843
  - Feretia apodanthera subsp. keniensis Bridson, 1979
  - Feretia apodanthera subsp. tanzaniensis Bridson, 1979
- Feretia virgata K.Schum, 1903

### Noms placés en synonymie
- Feretia apodanthera var. australis K. Schum, 1901[3].
- Feretia canthioides Hiern, 1877
- Feretia coffeoides A. Chevalier, 1912

## Feretia apodanthera
Feretia apodanthera (synonyme : Feretia canthioides) est un arbuste atteignant deux ou trois mètres de hauteur et 10 cm de diamètre, à rameaux grêles et tortueux, souvent rougeâtres, à écorce lamellée, à feuilles souvent rougeâtres, de forme elliptique, ovale ou obovale. Ses fleurs sont blanches ou rosées, très parfumées. Il donne des baies pédonculées de 6 à 7 mm de diamètre
. Il pousse principalement dans les milieux de savane, de préférence sur les termitières.
Il est connu en Afrique occidentale sous les noms de aur’theye (en arabe du Sénégal), a-tik a-yarâ ou a-titi a-yara’hon (en bassari), gingùrkùr (en bédik), tiôbi ou tiôbida (en peul du Sénégal), tiôbi ou tiôbida (chez les Toucouleurs ), dara sunk (en langues mandingues). Dans la médecine traditionnelle africaine, il est employé comme sédatif, pour les maux d'estomac, les piqûres venimeuses, etc.. Chez les Haoussas, sous le nom de kuru kuru, il est employé en décoction contre la dysenterie, la gonorrhée féminine, la fatigue générale ; il passe pour rendre invulnérable aux morsures de serpents. Il est un des ingrédients (une vingtaine en tout) utilisés dans les cultes de possession où il protège contre les divinités Dogwa et Aljani Baki.

## Feretia aeruginescens
Feretia aeruginescens est un arbuste ou buisson répandu dans les savanes de l'Afrique australe. Il pousse à moyenne altitude dans le bushveld de Namibie, Botswana et Zimbabwe, le long des rivières ou autour des sources et mares ; son état de conservation n'est pas connu. Il est désigné les noms de pink medlar (en anglais) ou pienkmispel (en afrikaans). Il a des rameaux duveteux, des fleurs blanches et rosées et des baies rouges,.